# Australsk slangehalsfugl
Australsk slangehalsfugl (latin: Anhinga novaehollandiae) er en slangehalsfugl, der lever i Australien, Ny Guinea og det østlige Indonesien.